# Spiranthes cernua
Spiranthes cernua é uma espécie de orquídea pertencente ao gênero Spiranthes, nativa dos Estados Unidos.

## Distribuição
É encontrada desde o leste do Canadá até o leste e centro dos Estados Unidos, exceto na Flórida, em áreas com altitude acima de 1000 metros.

## Nome comum
Em castelhano é chamada de Trenzas de damas moñuda. Em inglês, é chamada de Nodding ladies'-tresses.

## Sinonímia
- Ophrys cernua L. (1763) (Basionymum)
- Limodorum autumnale Walter (1788)
- Spiranthes annua Lesq. ex Brandeger & Coville (1891)
- Neottia cernua (L.) Sw. (1805)
- Gyrostachys cernua (L.) Kuntze (1891)
- Gyrostachys constricta Small (1898)
- Spiranthes constricta (Small) K. Schum. (1898)
- Ibidium cernuum (L.) Bouse (1905)
- Triorchis cernua (L.) Nieuwl. (1913)[1]